# Anglikanische Kirche (Riga)

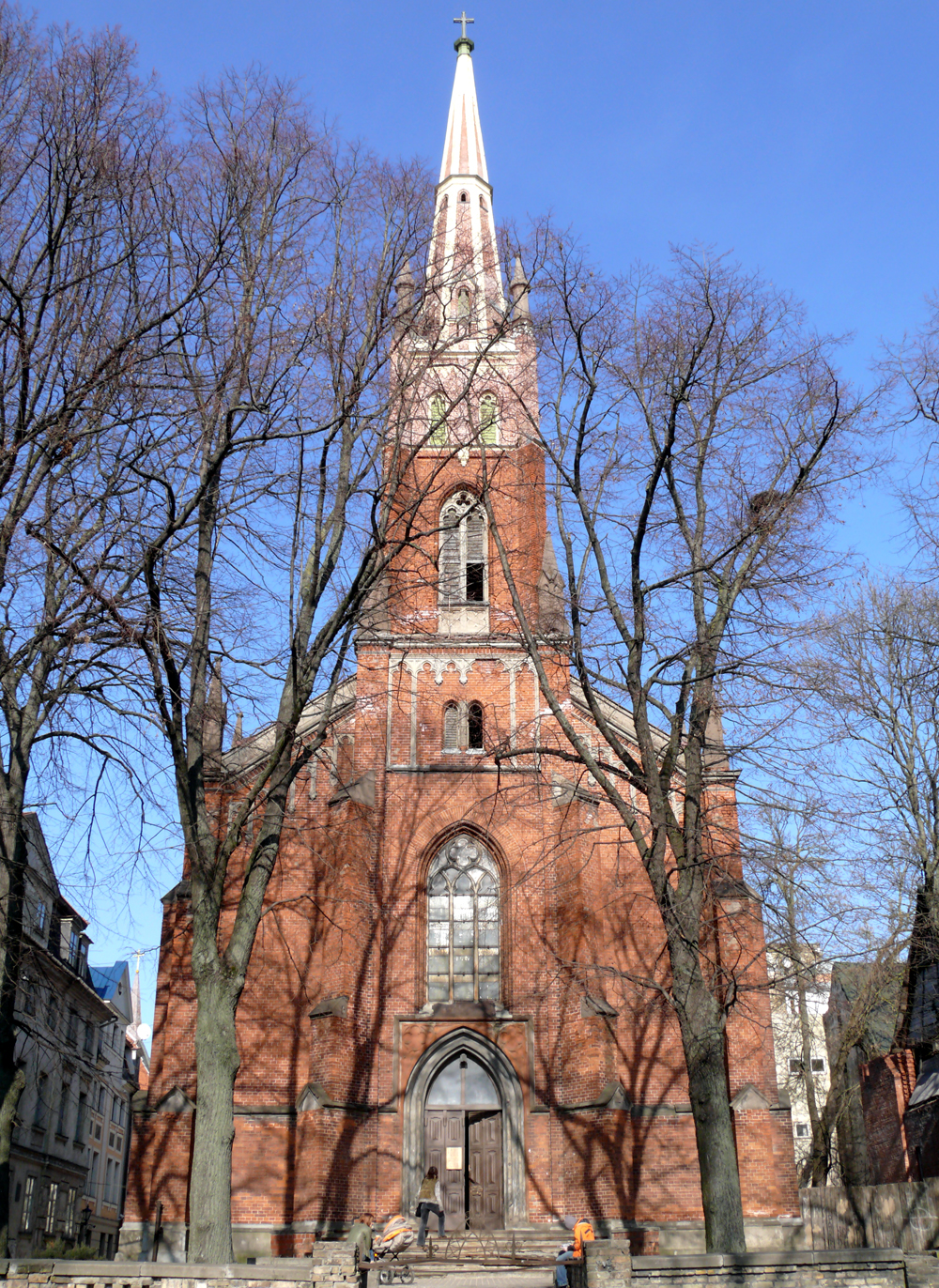
Anglikanische Kirche St. Saviour’s, Riga

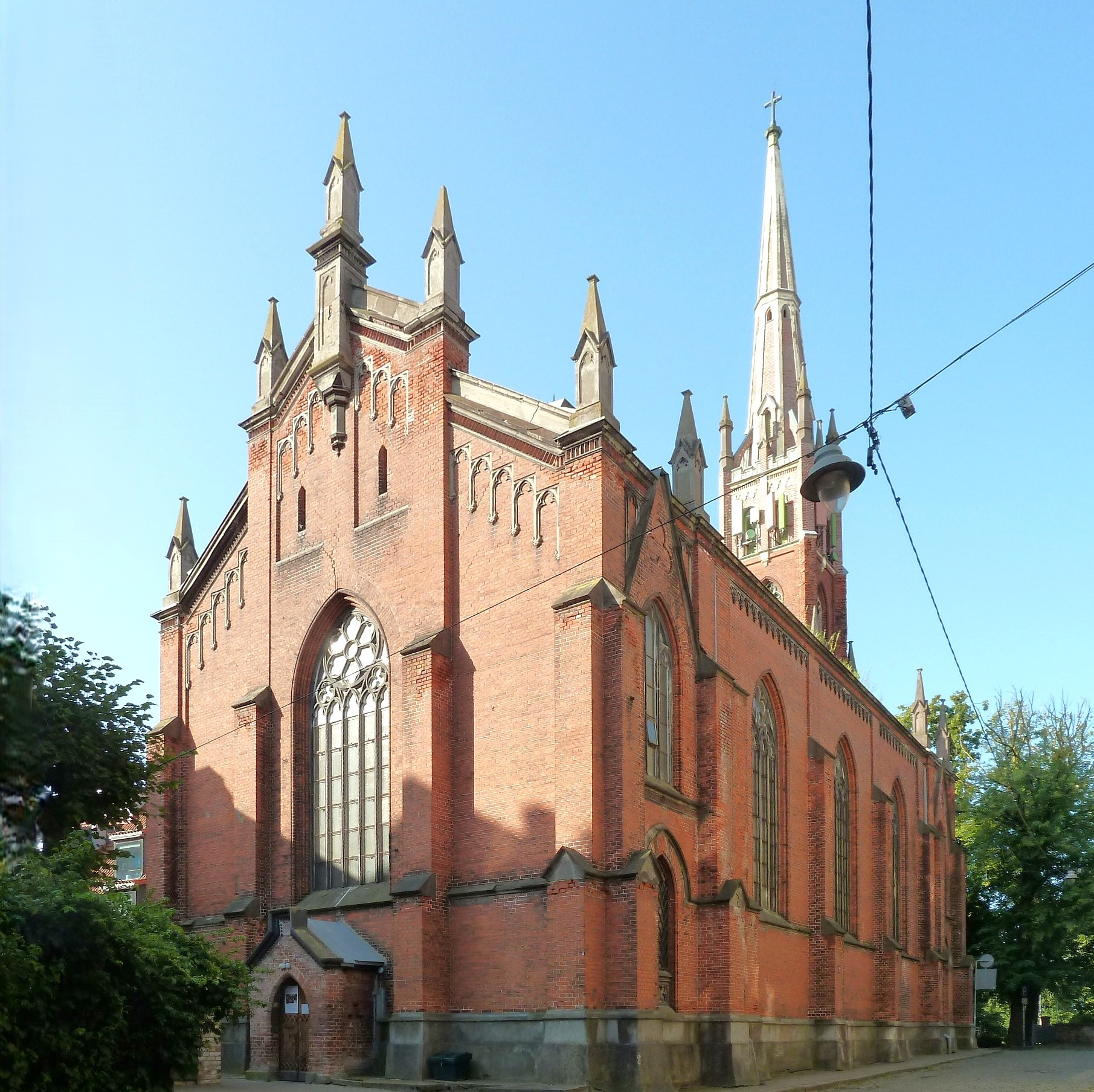
Blick von Nordosten Richtung Chor

Die Anglikanische Kirche St. Saviour (lettisch Anglikāņu Sv. Pestītāja baznīca) ist ein neugotisches Kirchengebäude in der Neustadt der lettischen Hauptstadt Riga. Sie gehört zur Diözese in Europa der Kirche von England und befindet sich in der Anglikāņu iela 2, in unmittelbarer Nähe der Düna und des Rigaer Schlosses.

## Geschichte
Im frühen 19. Jahrhundert lebten englische Geschäftsleute in Riga und englische Seeleute gehörten zum Straßenbild der Stadt. 1806 wurde ein britischer Armenfonds gegründet, der über das namengebende Hauptanliegen hinaus auch zum Ziel hatte, einen anglikanischen Geistlichen in Riga einzusetzen und eine Kirche zu erbauen. 1822 wurde eine erste Gemeinde gegründet, jedoch dauerte es bis 1857, bis der Grundstein für ein Kirchengebäude gelegt werden konnte. Eine Schiffsladung Erde wurde aus England herbeigebracht, damit die neue Kirche auf britischer Erde errichtet werden konnte. Der bedeutende Stadtbaumeister Johann Daniel Felsko wurde als Architekt der Kirche gewonnen. 1859 wurde sie dem Hl. Erlöser geweiht und im November wurde der erste Gottesdienst gefeiert.
Nach der sowjetischen Okkupation 1940 wurde die Kirche entwidmet und diente ab 1973 als Studentenklub des Polytechnischen Instituts. Während dieser Zeit wurde das Gebäude renoviert und entwickelte sich zu einem Kulturzentrum und Veranstaltungsort für Konzerte und Ausstellungen.
Nach der Wiedergewinnung der Unabhängigkeit Lettlands gründete der US-amerikanische Missionar Arden Haug erneut eine englischsprachige Gemeinde in Riga. 1995 übernahm Juris Cālītis das Pfarramt, nach dessen Pensionierung 2014 wurde Jāna Jēruma-Grīnberga Kaplanin. Derzeit ist die Kirche bekannt für ihre Konzerte mit moderner klassischer Musik, ausgeführt von der Organistin Kristīne Adamaite und jungen lettischen Künstlern.

## Ausstattung
Das nach allen Seiten freistehende Gebäude wurde im neugotischen Stil in Backsteinbauweise errichtet. Die Hauptfassade mit Portal und Glockenturm ist dem Ufer der Düna zugewandt. Die Glasfenster zeigen nur mehr in Resten religiöse Motive, da diese während der sowjetischen Zeit entfernt wurden.
Ungewöhnlich ist die Platzierung der Kirchenorgel im Chorraum hinter dem Altar. Sie wurde von amerikanischen Lutheranern nach der Wiedereröffnung der Kirche gespendet. Links vom Altar erinnert eine Gedenktafel an britische Seeleute, die während des Lettischen Unabhängigkeitskrieges 1919 gefallen sind. An der rechten Seite hängt ein Wandbehang, der anlässlich des fünfzigjährigen Jubiläums der Vereinten Nationen von Frauen der Gemeinde gewebt wurde. Im hinteren Bereich der Kirche erinnern Fotos an die Besuche von Mitgliedern der königlichen Familie.

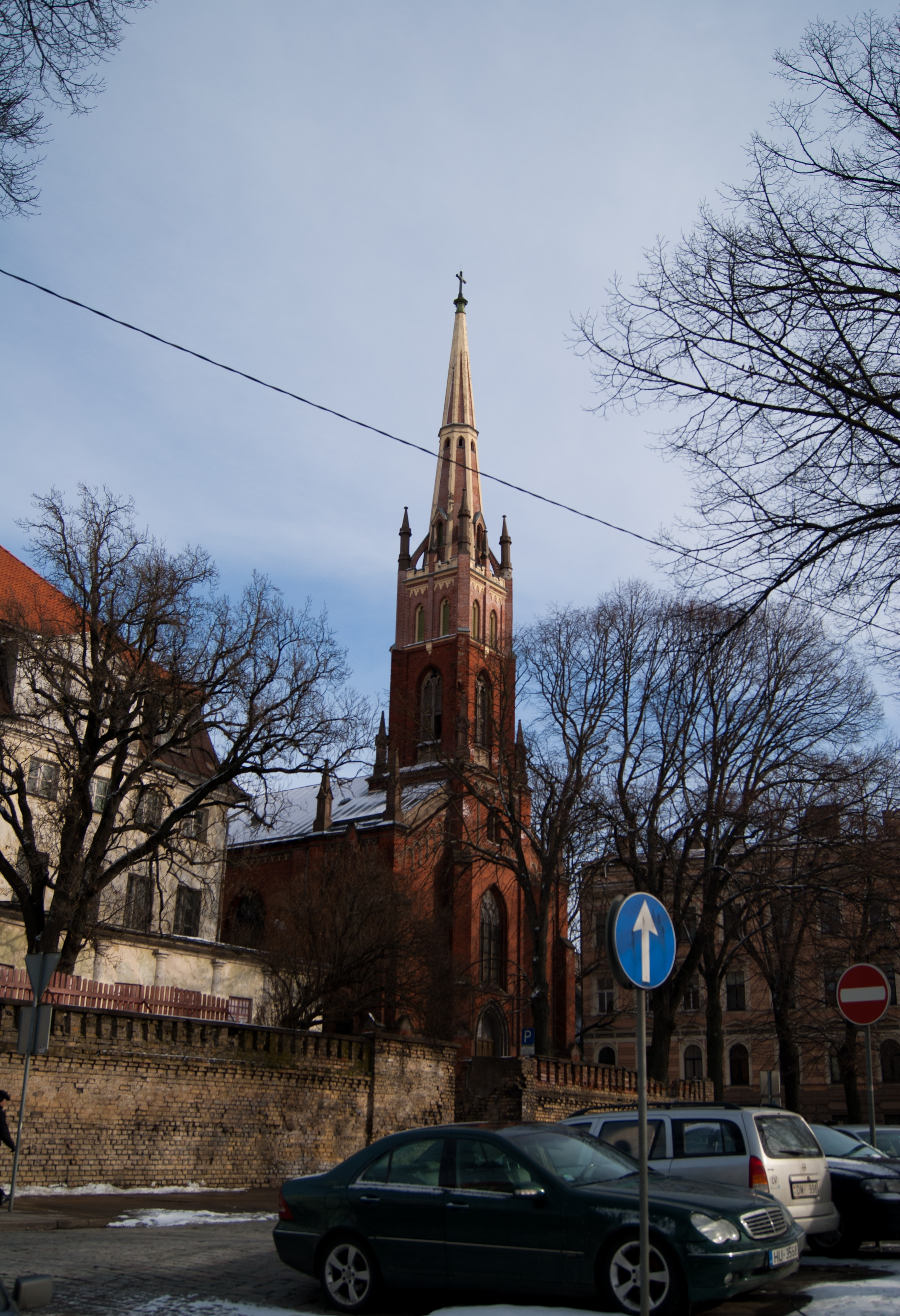
Kirche am Dünaufer
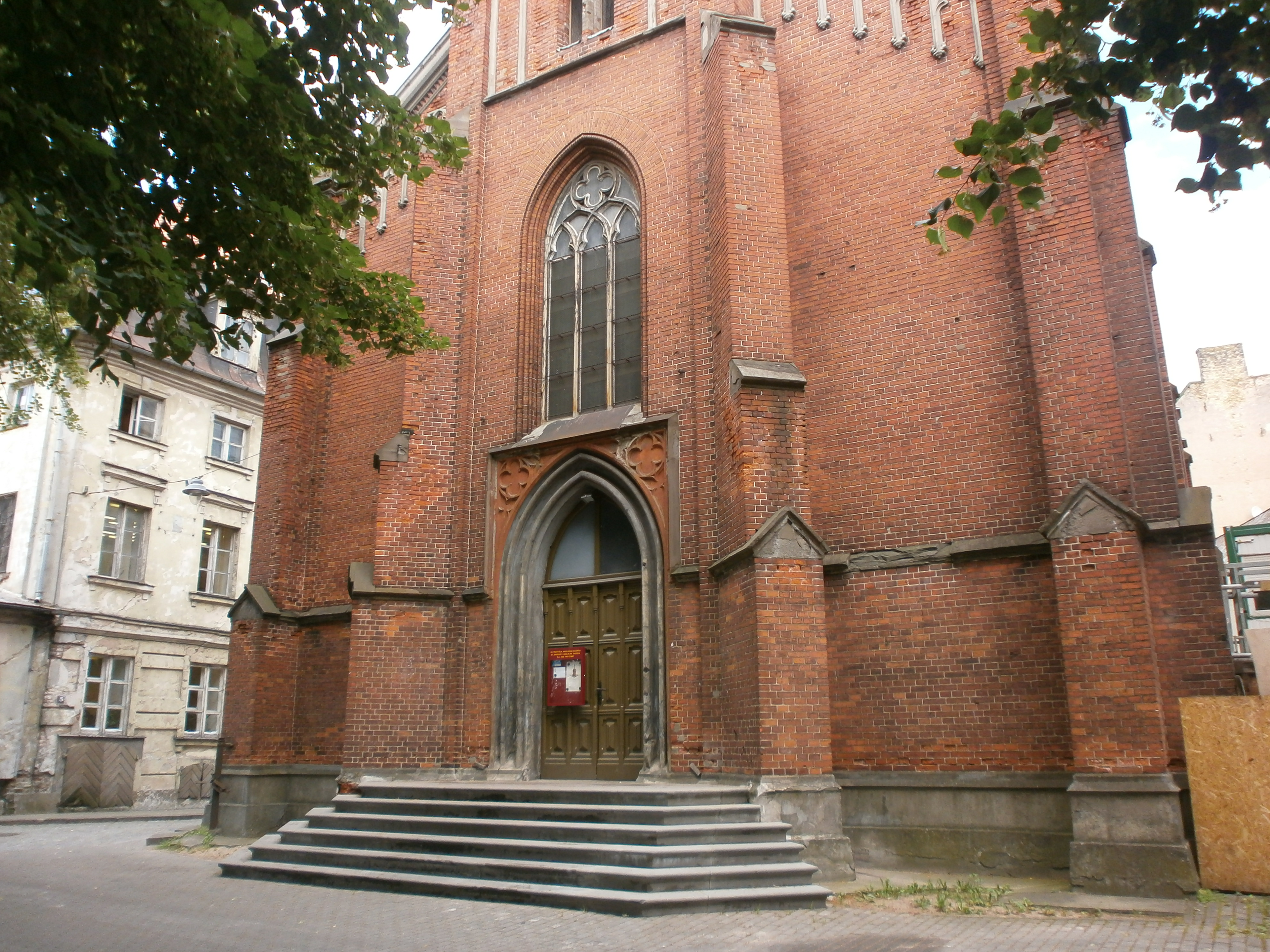
Portal
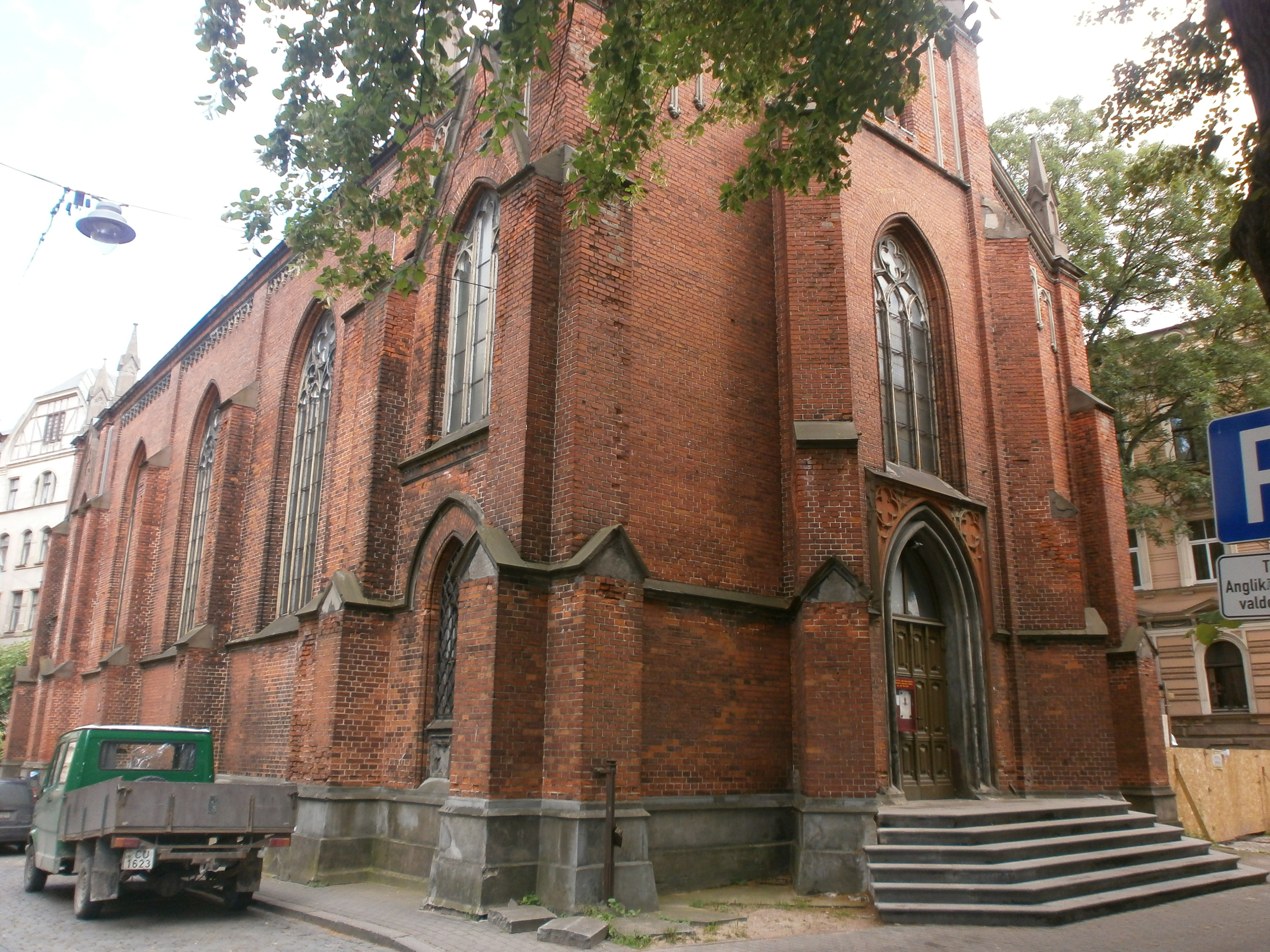
Nordfassade und Portal
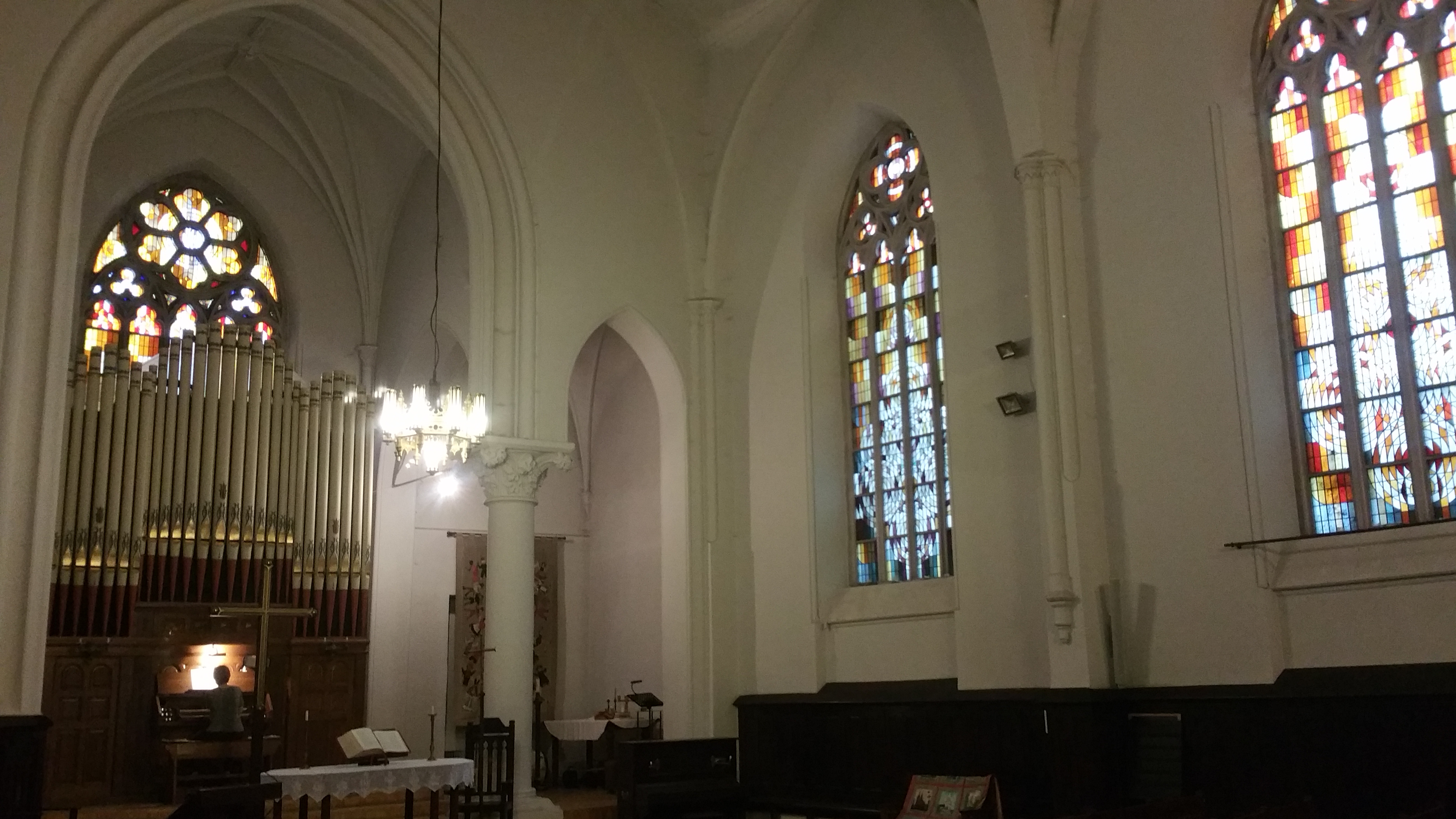
Innenraum der Anglikanischen Kirche
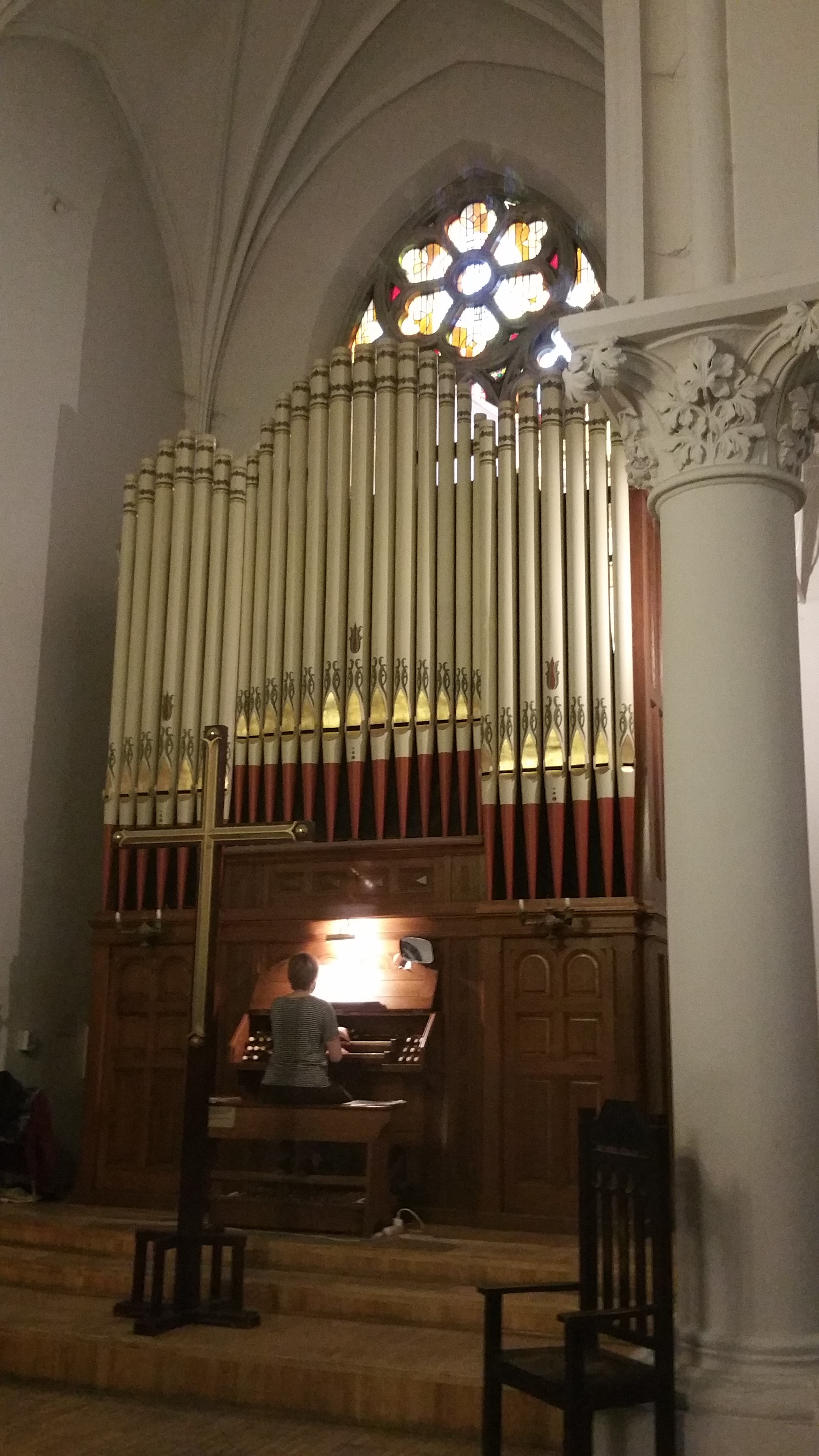
Orgel
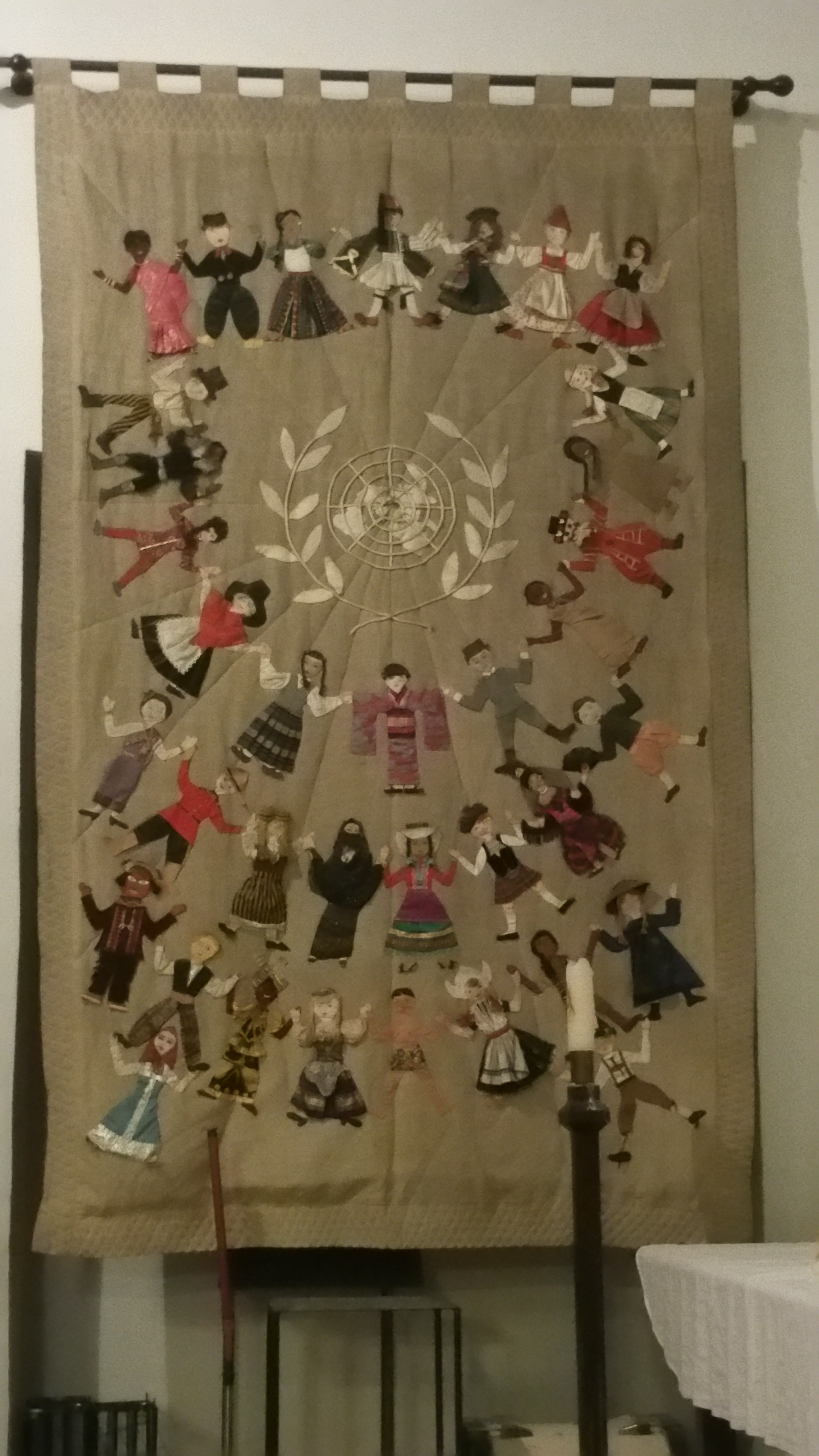
Gobelin